# Planalto Alegre
Planalto Alegre es un municipio brasileño del estado de Santa Catarina. Tiene una población estimada al 2022 de 2 946 habitantes. Pertenece a la Región metropolitana de Chapecó.

## Historia
La colonización de la localidad comenzó tras el final de la guerra federalista. El nombre Planalto Alegre (tierras altas alegres), se debe a que está ubicada en una meseta con una población hospitalaria y relajada. El distrito fue elevado a municipio el 12 de diciembre de 1991.